# Старицкий мост
Ста́рицкий мост — автодорожный мост через реку Волгу, расположенный в городе Старице Тверской области на автодороге 28К-0576 «Тверь—Ржев».
Арочный мост был сооружён после Великой Отечественной войны (в 1963 году), до его постройки действовал низкий мост напротив Свято-Успенского монастыря.

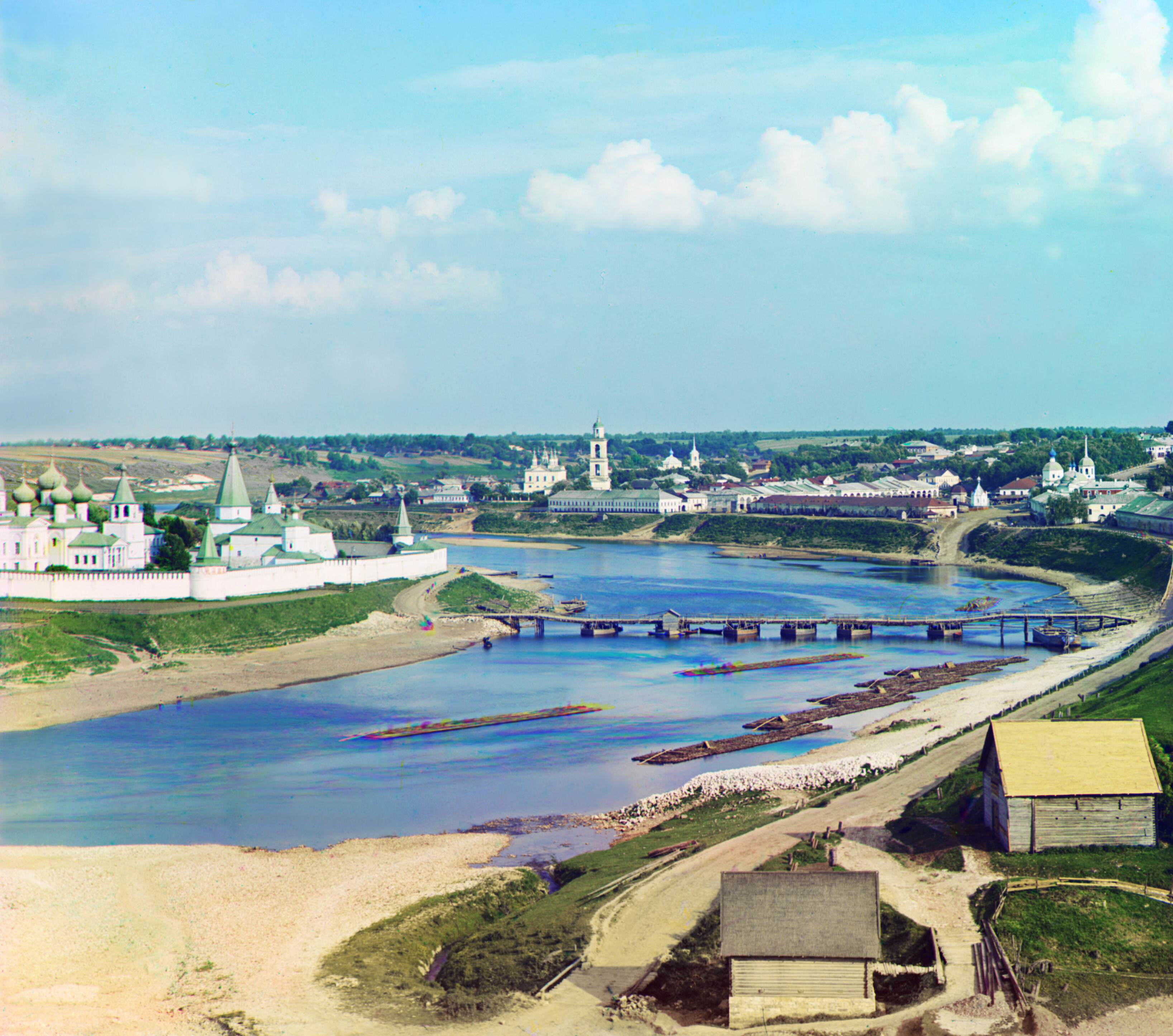
Старицкий мост в 1912 году

Мост через Волгу фактически является композиционным центром города и разделяет его на две примерно равные части, соединяет левобережную часть города (Ленинградская сторона) и правобережную часть (Московская сторона). Протяжённость моста — 322,1 м. Во время ремонта Мигаловского моста в Твери и его функционирования в ограниченном режиме Старицкий мост использовался автомобилистами для объезда Твери через Торжок — Старицу — Ржев.
В 1997—1998 годах мост был реконструирован. В 2019—2020 произведен капитальный ремонт моста.